# Renate Kroos
Renate Kroos (* 24. Januar 1931; † 9. Oktober 2017 in München) war eine deutsche Kunsthistorikerin.

## Wirken
Nach Studium und Promotion an der Universität Göttingen und einer Tätigkeit an der Berliner Staatsbibliothek kam Kroos 1971 ans Zentralinstitut für Kunstgeschichte in München, um dort Forschungsunternehmungen zu betreuen und die Arbeit der Direktion zu unterstützen. In den zwei Jahrzehnten ihrer Tätigkeit am Institut betreute sie mehrere bedeutende Projekte, als umfangreichstes die von ihr erarbeitete Monographie zum Servatius-Schrein („Noodkist“) in der Servatiusbasilika in Maastricht. Zudem war sie Mitglied der Redaktionskonferenz der Kunstchronik.
Kroos veröffentlichte zahlreiche wissenschaftlichen Aufsätze und Arbeiten. Nach ihrem Ausscheiden 1991 verfolgte sie bis zuletzt ihre eigenen wissenschaftlichen Projekte. Für ihre Verdienste um die mediävistische Forschung verlieh ihr die Humboldt-Universität zu Berlin 2002 die Ehrendoktorwürde der Theologischen Fakultät.

## Ehrungen und Auszeichnungen
- Kolloquium zu Ehren von Renate Kroos (2001)[2]
- Ehrendoktorwürde der Theologischen Fakultät der Humboldt-Universität zu Berlin (2002)[3]

## Schriften (Auswahl)
- Niedersächsische figürliche Leinen- und Seidenstickereien des 12. bis 14. Jahrhunderts. Dissertation Georg-August-Universität Göttingen, Göttingen 1957.
  - Niedersächsische Bildstickereien des Mittelalters. Deutscher Verlag für Kunstwissenschaft, Berlin 1970.
- Drei niedersächsische Bildhandschriften des 13. Jahrhunderts in Wien. Vandenhoeck & Ruprecht, Göttingen 1964.
- Zwei unveröffentlichte Glasmalereifragmente des 13. Jahrhunderts in Göttingen. In: Niederdeutsche Beiträge zur Kunstgeschichte 5 (1966), S. 83–90.
- Byzanz und Barsinghausen. In: Niederdeutsche Beiträge zur Kunstgeschichte 6 (1967), S. 103–110.
- Beiträge zur Geschichte der Klosterbibliothek Böddeken. In: Börsenblatt für den deutschen Buchhandel 67 (1968), S. 2913–2918.
- mit Hella Arndt: Zur Ikonographie der Johannesschüssel. In: Aachener Kunstblätter 38 (1969), S. 243–328.
- Beiträge zur niedersächsischen Buchmalerei des 13. Jahrhunderts. In: Die Diözese Hildesheim in Vergangenheit und Gegenwart 40 (1972), S. 117–134.
- Der Codex Gisle. In: Niederdeutsche Beiträge zur Kunstgeschichte 12 (1973), S. 117–134.
- Der Schrein des heiligen Servatius in Maastricht und die vier zugehörigen Reliquiare in Brüssel. Deutscher Kunstverlag, München 1985.
- Quellen zur liturgischen Benutzung des Domes und seiner Ausstattung. In: Ernst Ullmann (Hrsg.): Der Magdeburger Dom. Ottonische Gründung und staufischer Neubau (= Schriftenreihe der Kommission für Niedersächsische Bau- und Kunstgeschichte bei der Braunschweigischen Wissenschaftlichen Gesellschaft 5). Seemann, Leipzig 1989, S. 88–97.
- Über die Zeichnungen auf der Ebstorfer Weltkarte und die niedersächsische Buchmalerei. In: Hartmut Kugler (Hrsg.): Ein Weltbild vor Columbus. Die Ebstorfer Weltkarte. Weinheim 1991, S. 223–244.
- Das Quedlinburger Retabel. In: Erwin Emmerling (Hrsg.): Das Aschaffenburger Tafelbild. Studien zur Tafelmalerei des 13. Jahrhunderts (= Arbeitshefte des Bayerischen Landesamtes für Denkmalpflege 89). München 1997, S. 73–86.
- Das Brandenburger Hungertuch (= Alte Kunst im Brandenburger Dom 1). Brandenburg an der Havel 2001.